# تمارا جيمس
تمارا جيمس (بالإنجليزية: Tamara James)‏ مواليد 13 يونيو 1984 في دانيا بيتش، هي لاعبة كرة سلة أمريكية سابقة. بدأت مسيرتها الاحترافية في سنة 2006. تم اختيارها من قبل فريق واشنطن ميستيكس خلال الدرافت.

## روابط خارجية
- تمارا جيمس على موقع الاتحاد الوطني لكرة السلة النسائية (الإنجليزية)
- تمارا جيمس على موقع كرة السلة الأوروبية.كوم (الإنجليزية)
- تمارا جيمس على موقع كلية كرة السلة في سبورتس رفرنس.كوم (الإنجليزية)
- تمارا جيمس على موقع بروبوليرز (الإنجليزية)
- تمارا جيمس على موقع سبورتس رفرنس (الإنجليزية)